# Діадумен

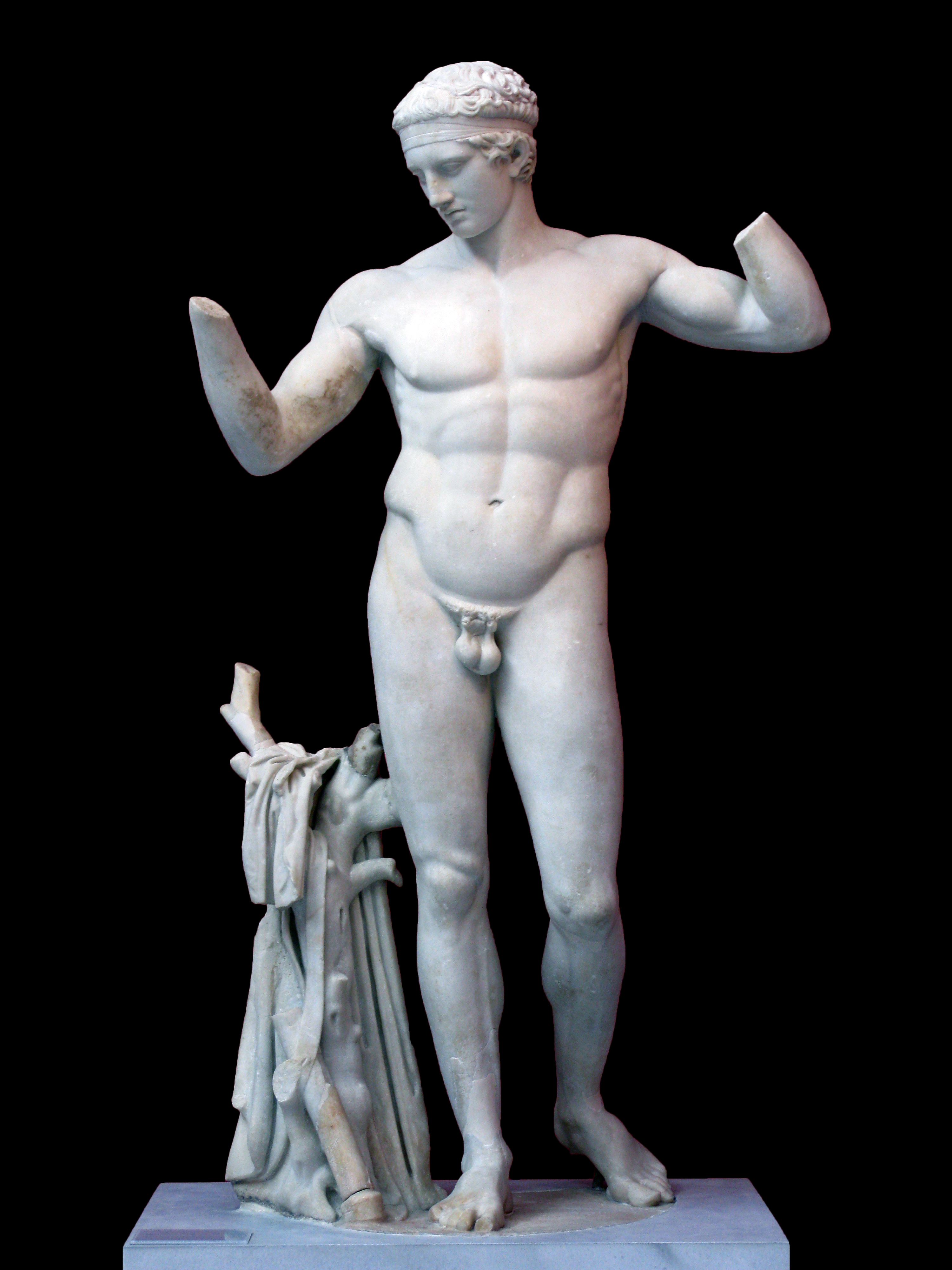
Мармурова копія «Діадумена». Статуя датується приблизно 100 до н. е.

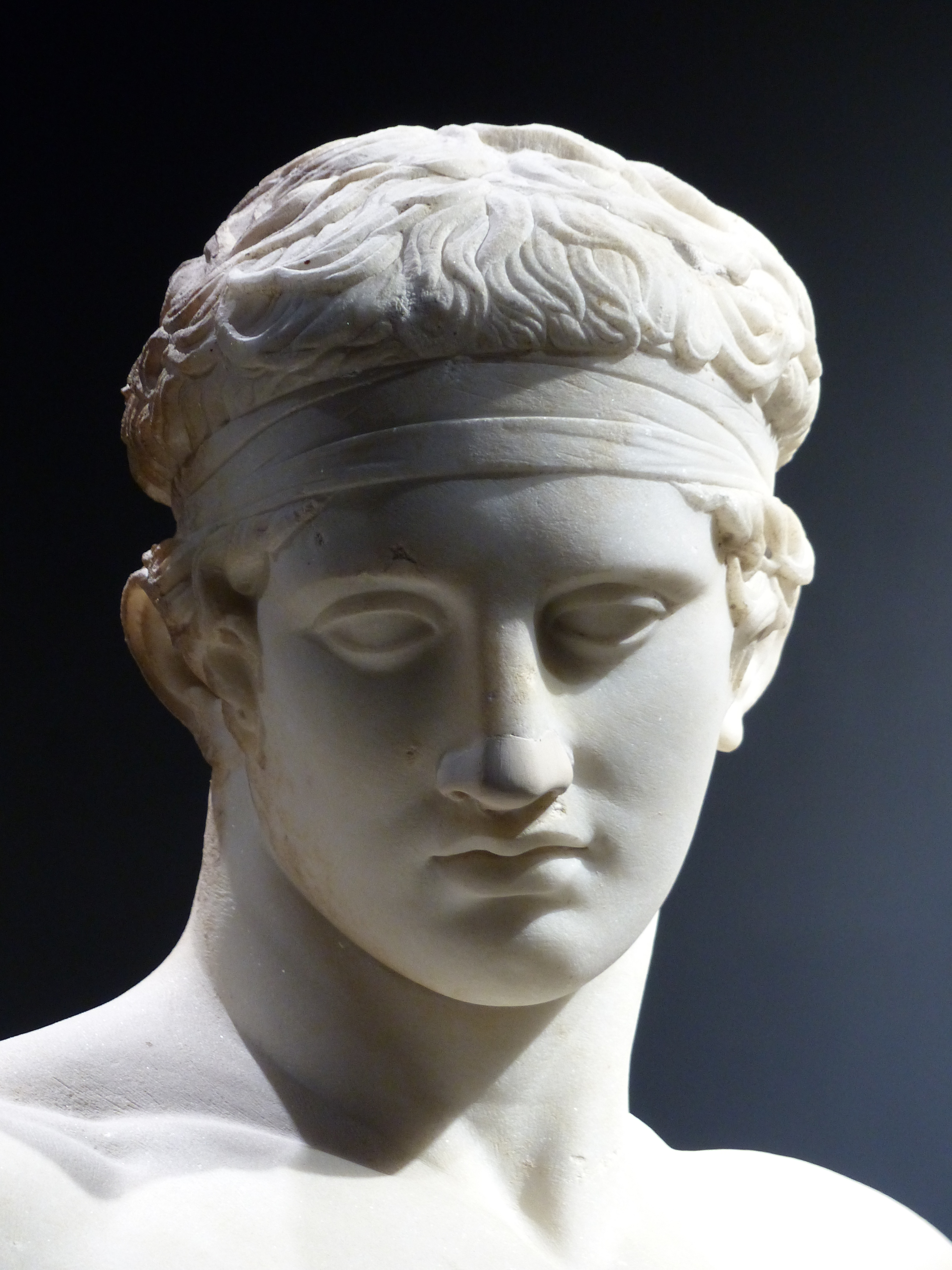

Діадумен (дав.-гр. δίαδυµενος — «Юнак, який увінчує себе переможною пов'язкою (діадемою)» — статуя давньогрецького скульптора Поліклета, створена близько 430 до н. е.

## Іконографія
Бронзовий оригінал, мабуть, стояв у святилищі — в Олімпії чи Дельфах, там, де регулярно проводилися спортивні змагання. Діадумен це означає «спортсмен-переможець». Він одягає на голову пов'язку — нагороду. Пов'язка була з червоної вовни і додавалася до переможного вінка (чи корони з листя). В Олімпії це були оливкові гілки, у Дельфах — лаврові, у Коринфі — соснові, а в Немеї — цю корону сплітали з дикої селери. (На сучасних Олімпійських іграх задовольняються медалями. Хоча, можливо, стрічка медалей має якийсь зв'язок із тією пов'язкою).

## Особливості статуї
Статуя виконана в розмірі, що помітно перевищує звичайний ріст людини того часу — 185,42 см (загальна висота скульптури з постаментом — 195 см). Атлет представлений у улюбленому Поліклетом легкому русі, сповненому душевного спокою та внутрішньої зосередженості. Статуя створена пізніше знаменитого Дорифора, у період, коли скульптор перебував у Афінах, мабуть, під впливом майстрів аттичної школи. Пропорції скульптури витонченіші від знаменитого «Канона», статуя відрізняється сильнішим пластичним рухом, що здається навіть манерним. Однак постановка фігури з перенесенням тяжкості тіла на одну ногу все та ж сама, поліклетівська. Така постановка створює контрапост і, як його результат, сильно виражену S-подібно вигнуту лінію, що проходить зверху вниз: від яремної ямки між ключицями до внутрішньої кісточки опорної ноги. Вона відгукується іншими пластичними зв'язками, які узагальнено називають хіазмом.

## Збережені копії
Дійшов до нас у багатьох копіях (налічують близько сорока) — у Національному археологічному музеї в Афінах, Галереї Уффіці, Метрополітен-музеї та ін.
- Торс у Луврі ;
- Копія в Британському музеї (т. зв. Діадумен із Везона[en] , бл. 50 року до н.е.). Була знайдена в римському амфітеатрі Везон-ла-Ромена і продана в 1870 в Англію, так як Лувр через дорожнечу відмовився її купити.
- Копія у Національному археологічному музеї Афін, без рук;
- 2 копії в Метрополітен-музеї — одна без рук, друга — торс без голови та рук, але з ногами;
- Одна з найкращих за збереженням римських копій знаходилася в колекції Рудольфа Нуреєва, в його нью-йоркській квартирі в Дакота-білдинг. Продана з аукціону Крістіз у січні 1995 року.

Сучасну бронзову копію цієї статуї встановлено біля входу в Олімпійський музей у Лозанні.
Фарнезійський Діадумен (Анадумен) у Британському музеї є відповіддю на статую Поліклета, виконану Фідієм, тобто не копією, а самостійним твором.